# Willem Koekkoek
Willem Koekkoek (Amsterdam, 1839 - Nieuwer-Amstel (Amstelveen), 1895) was een Nederlands kunstschilder. Hij was de zoon van de marineschilder Hermanus Koekkoek senior.
Koekkoek kwam uit de uitgebreide schildersfamilie Koekkoek en specialiseerde zich in het Hollandse stadsgezicht. Cornelis Springer beschouwde hij als zijn grote voorbeeld.
De schilderijen van Koekkoek zijn een combinatie van historische reconstructie en fantasie. Zijn werk was hierdoor vooral in het buitenland populair, omdat men aldaar een idyllisch beeld had van Nederland.

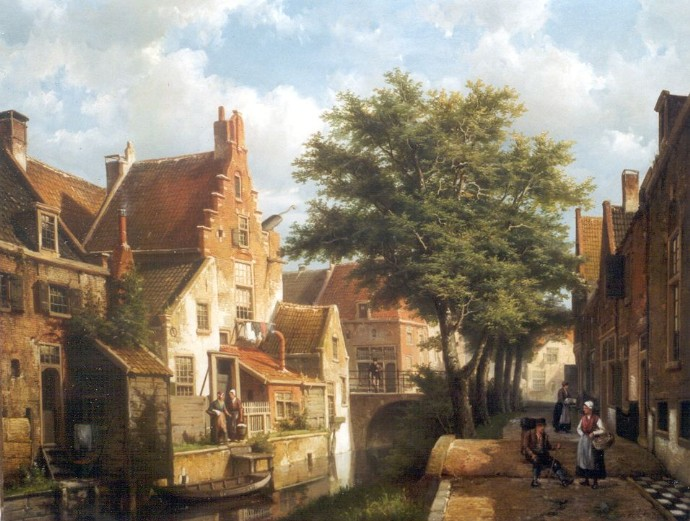
Zonnig stadsgrachtje in IJsselstein.

- Biografisch Portaal: 69783989
- Gemeinsame Normdatei: 1209558815
- RKD-Nederlands Instituut voor Kunstgeschiedenis: 45311
- Union List of Artist Names: 500031866
- Virtual International Authority File: 95878021